# Daimler Motor-Lastwagen
Daimler Motor-Lastwagen — перший у світі вантажний автомобіль, виготовлений у 1896 році компанією «Daimler-Motoren-Gesellschaft» за проектом Готтліба Даймлера.

## Історична довідка

### Створення (1986)
У 1896 році Готтліб Даймлер і Вільгельм Майбах розпочали розроблення вантажівки на основі агрегатів від легкового авто «Daimler Riemenwagen» з 1,06-літровим двоциліндровим чотиритактним двигуном заднього розташування потужністю до 4 к.с. (2,9 кВт). Конструкція з приводом на задні колеса через чотиришвидкісну пасову передачу та двигуном з системою запалювання на базі розжареної трубки й карбюратором із соплом розпилення пального стала першим прототипом автомобіля такого класу. Як кузов транспортного засобу використовувався перероблений кінний віз із шасі з поперечно встановленими повністю еліптичними листовими ресорами спереду і спіральними пружинами ззаду. Складна система підвіски була важливою не лише через погані дорожні умови того часу, а й через високу чутливість двигуна до вібрацій. Автомобіль оснащувався дерев'яними колесами із залізним покриттям. У бічній частині платформи розміщувався великий напис «Daimler-Motoren-Gesellschaft Cannstatt». Автомобіль мав обертове кермо та блокувальне гальмо з ручним керуванням, яке діяло на залізні ободи на задніх колесах. На проміжному валу також було колодкове гальмо з ножним приводом. Автомобіль мав довжину 4,5 м і ширину 1,5 м, його вантажопідйомність становила 1500 кг, а максимальна швидкість сягала 12 км/год. Закупівельна ціна становила 5200 марок.
1 жовтня 1896 Даймлер продав першу вантажівку (замовлення №. 81) компанії «British Motor Syndicate» з Лондону. У цій моделі двигун зі збільшеним об'ємом до 1,53 літра та потужністю у 6 к.с. (4.4 кВт), було встановлено під сидінням водія. У тому ж році «Daimler-Motoren-Gesellschaft» став першим виробником автомобілів у світі, який випустив модельний ряд різноманітних вантажівок, доступних у чотирьох різних рівнях потужності.: 2,9 кВт, 4,4 кВт, 5,9 кВт і 7,4 кВт. Вантажопідйомність становила від 1,2 до 5 тон.

### Модернізація конструкції (1897)
У 1897 році, через рік після створення першої версії вантажного транспортного засобу, автомобіль уже отримав удосконалену конструкцію, яка чітко відрізняла його від легкового автомобіля і проклала шлях до збільшення корисного навантаження. Двигун було розташовано у передній частині транспортного засобу перед передньою віссю. Передача потужності від силового агрегату здійснювалася через чотириступеневу коробку передач, повнорозмірний поздовжній вал та шестерні приводу задніх коліс. Модернізації зазнав і двигун, який оснастили низьковольтним магнето фірми Bosch замість старої трубки розжарювання. Робочий об'єм силового агрегату збільшили до 2,2 літра. Радіатор охолодження отримав трубчасту конструкцію.

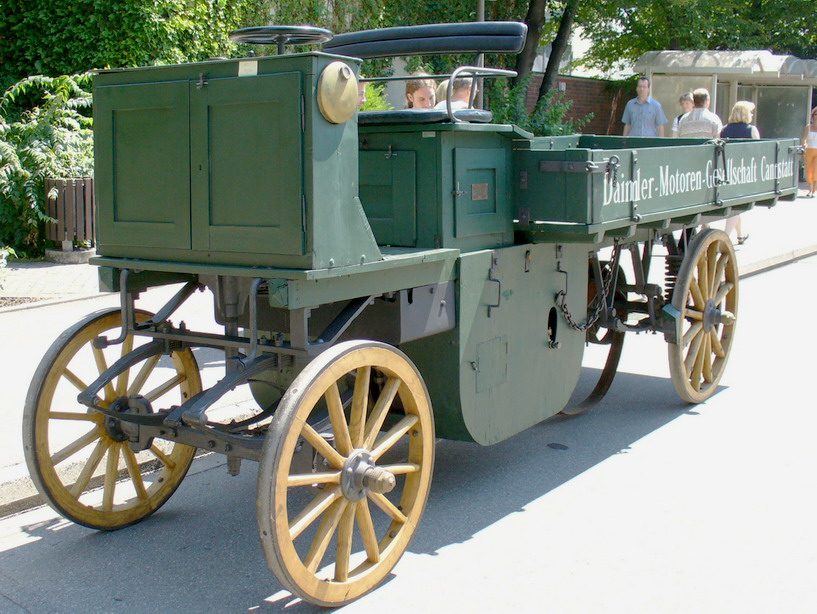
Daimler Motor-Lastwagen (1896)
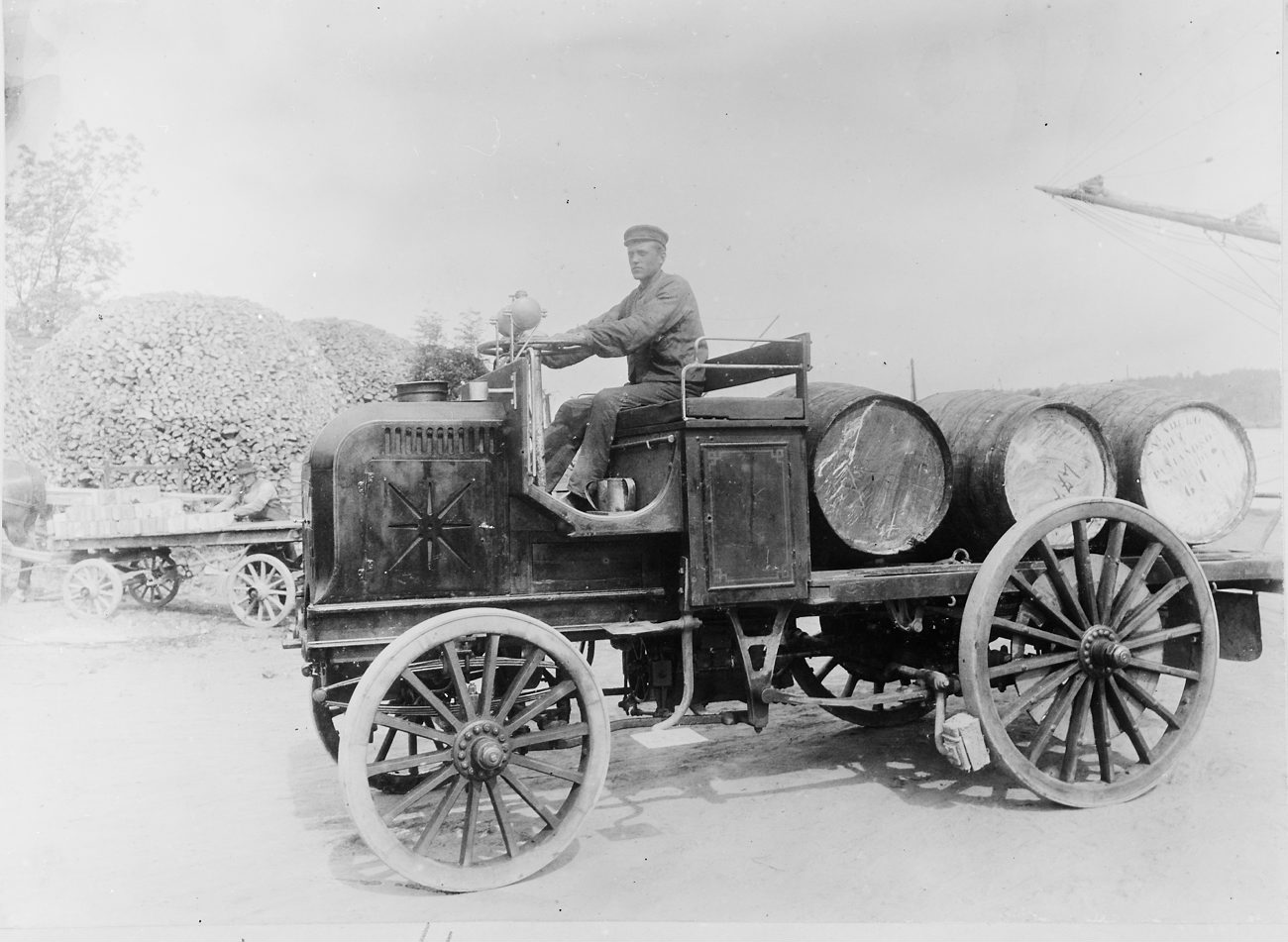
Daimler Motor Wagon, 6 HP (1898)
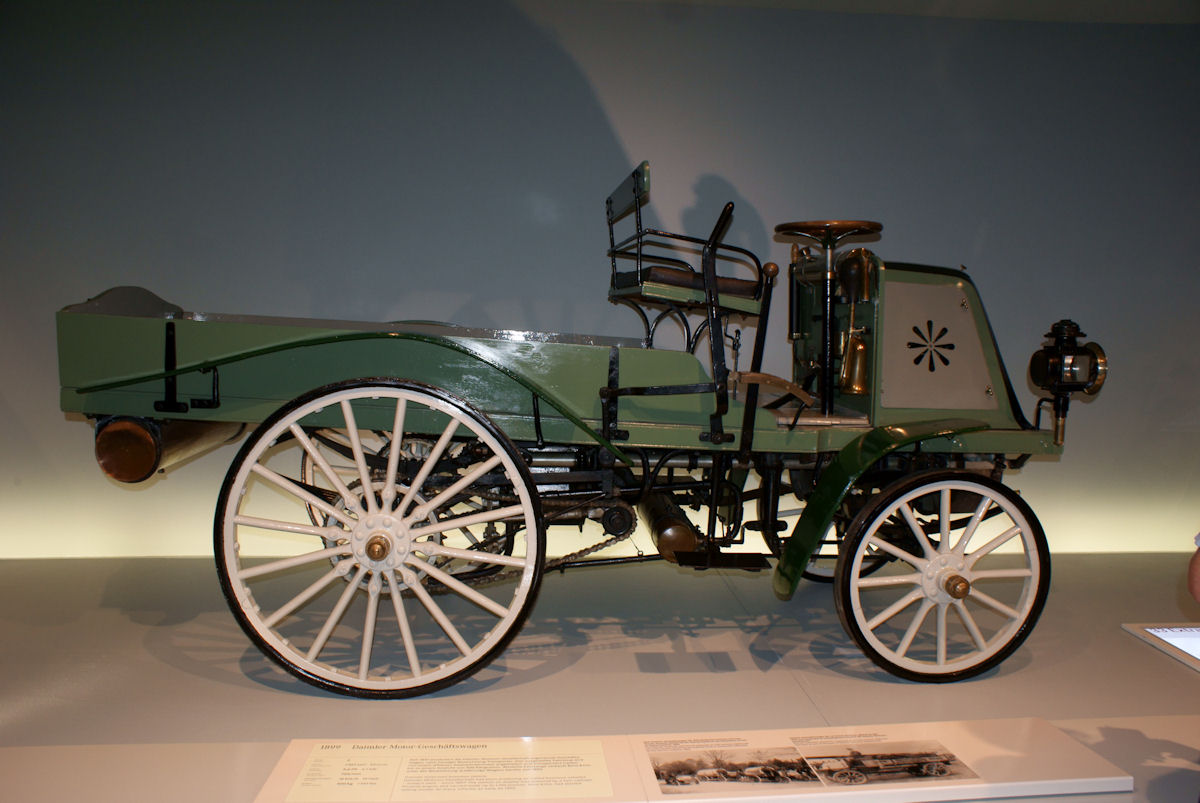
Daimler Motor-Geschäftswagen, 1899 (Daimler Phoenix)

### Продажі
Готліб Даймлер анонсував свою моторизовану вантажівку на щорічному сільськогосподарському шоу у Вюртемберзі восени 1897 року, розташувавши її в тому ж ряду, в якому були вишикувані традиційні тяглові тварини. Він також поширював брошури, в яких перераховувалися всі можливі варіанти робіт, які вантажівка могла виконувати так само, як і робочий кінь, з тією лише відмінністю, що автомобіль не схильний до хвороб, спраги, голоду і норовливої поведінки
Для випробувань Готліб Даймлер передав вантажний автомобіль на цегельний завод у Гайденхаймі, де слабкі місця транспортного засобу, що виявлялись в умовах важких умов експлуатації, систематично фіксувались і передавались виробникові для усунення. Доопрацьовану версію автомобіля німецький інженер і винахідник особисто представив на Всесвітній виставці 1898 року в Парижі, де він викликав певну зацікавленість.
Проте інтерес до вантажних автомобілів того часу був вкрай слабким. У Європі було прийнято вважати, що двигуни внутрішнього згоряння підходять для легкових автомобілів, а на комерційних транспортних засобах є сенс використовувати парові та електричні двигуни.
Згідно з документами Даймлера до січня 1899 року були продані «десять звичайних і тринадцять пивних вантажівок». Клієнтами були експедитор Пуль фон Маур зі Штутгарта та пивоварний завод «Böhmische Brauhaus» з Берліна, які використовували вантажівку «Daimler» як «вантажівку для пива» (нім. Bierverschleißwagen).